# Blang Miroe
Blang Miroe is een bestuurslaag in het regentschap Pidie Jaya van de provincie Atjeh, Indonesië. Blang Miroe telt 502 inwoners (volkstelling 2010).